# Tephra (Band)
Tephra war eine 2003 gegründete und 2012 aufgelöste Post-Metal und Sludge-Band aus Braunschweig.

## Geschichte
Tephra wurden gegen Ende des Jahres 2003 unter dem Namen Cityslickers gegründet. Bereits beim ersten Konzert wurden die Inhaber des auf Schallplatten spezialisierten Labels Riptide Records auf die Band aufmerksam und boten Tephra den Verlag eines Albums an. Das Debüt der in Tephra umbenannten Band wurde 2004 auf 312 Exemplare limitiert und verkaufte sich in kürzester Zeit, woraufhin Riptide Records das selbstbetitelte Debüt 2005 als CD neu auflegte. Durch die frühe Kooperation mit einem Label kam es auch zur Zusammenarbeit mit der Booking-Agentur Dial-Booking, wodurch die Band bereits zu Beginn ihrer Karriere als Support für Darkest Hour und Cult of Luna auftrat.
Ercüment Kasalar sang auf den Alben FluXion und Aeolian der Post-Metal-Band The Ocean. 2007 erschien das zweite Tephra-Album A Modicum of Truth, ebenfalls auf Riptide Records. Vor der Veröffentlichung begleiteten Tephra Red Sparowes auf Europa-Tour. Im Anschluss an die Veröffentlichung tourte die Band eigenständig ab Oktober 2007 in Deutschland und Tschechien. 2008 gründete Kasalar  unter anderem mit Carsten „Antek“ Rudo (Such a Surge, Revolver),  und Hendrik Bache (Devoyd, Dew-Scented, Protector) die Death-’n’-Roll-Band General Chaos, deren Debüt Calamity Circus 2010 erschien.
2011 veröffentlichten Tephra über Golden Antenna Records ihr drittes Studioalbum Temple, die hierzu angekündigte Tour wurde mehrmals verschoben. 2011 litt Kasalar an einem starken Magengeschwür und musste sich in ärztliche Behandlung begeben, woraufhin sich der Tourstart verzögerte und das soziale Gefüge der Band beeinträchtigt wurde.
Trotz aufkeimender Differenzen beging die Band die angekündigte Deutschland-Tour im Frühjahr 2012 und eine kleine Tour durch Russland im September des gleichen Jahres. Am 26. September 2012 gab die Band über ihre Homepage sowie über die sozialen Medien das endgültige aus der Band bekannt. Als Begründung wurden neben gesundheitlichen Aspekten auch persönliche und musikalische Differenzen angeführt. Die Trennung der Band galt auch dem Versuch die Freundschaft der Musiker zu erhalten.

## Stil
Die ersten Veröffentlichungen der Band orientierten sich am Post-Metal bekannter Bands wie Isis, The Ocean und Cult of Luna. Tephra wurden mehrfach mit den populären Vertretern des Genres verglichen. „Während die Musik vergleichbarer Bands […] die Hälfte der Zeit bedächtig in Richtung Klimax fließt, brechen TEPHRA oft minutenlang aus“. Mit ihrem letzten Album wandelten Tephra den Stil und stellten den Gesang stärker in den Hintergrund. Hinzukommend wurde die Musik verstärkt in Richtung progressiver Sludge-Bands, wie Mastodon und Baroness variiert.

„Hier und da kommen extrem progressive und verschrobene Elemente a la MASTODON vor, teilweise wehen einem sogar jazzige oder 70er Jahre ähnliche Songstrukturen in die Gehörgänge. Dennoch geht der geliebte und TEPHRA-typische Sludge Sound niemals verloren, auch der Gesang bleibt gewohnt. Generell haben sich TEPHRA jedoch von der typischen ‚Riff aufbauen und am Ende einreißen‘-Struktur entfernt, ein wenig zumindest. Aber genau das ist es, was einen noch an ältere Alben erinnert.“

## Diskografie
- 2004: Tephra (Ltd. Vinyl-Album, Riptide Recordings)
- 2005: Tephra (Album, Riptide Recordings)
- 2007: A Modicum of Truth (Album, Riptide Recordings)
- 2010: Imperial Anthems (Split-Single mit Omega Massif, Cyclone Empire Records)
- 2011: Tempel (Album, Golden Antenna Records)
- 2011: Demo (EP, CD, Golden Antenna Records)